# Turdus haplochrous
El zorzal boliviano o tordo unicolor (Turdus haplochrous) es una especie de ave paseriforme de la familia de los túrdidos. 
Es endémica de Bolivia, su hábitat natural son los bosques húmedos subtropicales de tierras bajas. Está clasificada como casi amenazada por la IUCN debido a su distribución irregular y a lo reducido de su población.